# دبی اینترنشنال کپیتال
دبی اینترنشنال کپیتال (انگلیسی: Dubai International Capital) شرکت سرمایه‌گذاری اماراتی است، که در سال ۲۰۰۴ تأسیس شد.